# Stenopogon theodori
Stenopogon theodori är en tvåvingeart som beskrevs av Pavel Lehr 1984. Stenopogon theodori ingår i släktet Stenopogon och familjen rovflugor. Inga underarter finns listade i Catalogue of Life.